# Bezirks-Sparkasse Dielsdorf
Die Bezirks-Sparkasse Dielsdorf ist eine im Bezirk Dielsdorf verankerte Schweizer Regionalbank. Sie wurde 1837 gegründet und ist in Form einer Genossenschaft organisiert. Neben ihrem Hauptsitz in Dielsdorf verfügt die Bank über Filialen in Buchs, Niederglatt, Niederweningen und Rümlang.
Ihr Tätigkeitsgebiet liegt traditionell im Retail Banking, im Hypothekargeschäft und im Bankgeschäft mit Privatpersonen sowie kleinen und mittleren Unternehmen der Region. Die Bank beschäftigt 62 Mitarbeiter und hatte per Ende 2023 eine Bilanzsumme von 1.719 Milliarden Schweizer Franken.

## Geschichte

### Gründung
Im Frühjahr 1836 ergriff de damalige Statthalter in Regensberg auf Ersuchen der kantonalen Gemeinnützigen Gesellschaft die Initiative zur Gründung einer Gemeinnützigen Gesellschaft im Bezirk Regensberg. Am 19. Juni 1836 fanden sich in Regensberg, dem damaligen Bezirkshauptort 96 Männer ein, die nach Beratung der Statuten den Beitritt zur Gemeinnützigen Gesellschaft erklärten und damit die Gründung vollzogen. Bereits an er Gründungsversammlung wurde die Gründung einer Bezirks-Ersparniskasse ins Auge gefasst. In ihrer Versammlung vom 3. Oktober 1837 genehmigte die Gemeinnützige Gesellschaft die Statuten der Ersparniskasse des Bezirkes Regensberg und wählte eine Verwaltungskommission von 7 Mitgliedern. Die Gemeinnützige Gesellschaft führte die Aufsicht über das neue Institut. Die Idee der Ersparniskasse fiel auf fruchtbaren Boden. Bereits am 17. Januar 1838 konnte der Präsident in der Versammlung der Gemeinnützigen Gesellschaft feststellen, dass von 490 Einlegern schon 4530 Gulden einbezahlt worden seien, und am Ende des ersten Rechnungsjahres waren sogar 8341 Gulden dem jungen Institut anvertraut worden. Für die damaligen Verhältnisse in einem rein landwirtschaftlichen Bezirk darf dies sicher als schöner Erfolg angesehen werden.

### Die ersten 100 Jahre
Die ersten Jahrzehnte liessen die Ersparniskasse in erfreulichem Masse ruhig entwickeln. Ohne eigene Lokalitäten war der Betrieb äusserst einfach gehalten. Die Mitglieder der Verwaltungskommission erhielten keine Entschädigung. Bis 1850 geschäftete die Ersparniskasse mit Gulden und Schilling. Das Bundesgesetz vom 7. Mai 1850 brachte dann der ganzen Schweiz einheitliche Franken. Am 13. November 1871 wurde durch Beschluss des Regierungsrats der Bezirkshauptort von Regensberg nach Dielsdorf verlegt. Dies hatte dann auch die Namensänderung in "Ersparniskasse des Bezirkes Dielsdorf" zur Folge. Eine weitere Namensänderung in "Sparkasse im Bezirke Dielsdorf" ergab sich nach einer Statutenrevision im Jahre 1901. Jean Bopp führte fortan die Geschicke der Bank. Er musste die Räumlichkeiten selbst stellen und das Lokal am Montag, Mittwoch und Samstag offen halten. Im Jahre 1927 konnte die Liegenschaft an der Bahnhofstrasse 29 erworben werden. Viele Jahre teilten sich das Notariat und die Sparkasse das Erdgeschoss, bis im Jahre 1935 das Notariat in eigene Räumlichkeiten zog.

### 1934 bis 2012
Am 8. November 1934 trat das Bundesgesetz über die Banken und Sparkasse in Kraft, dem auch die Sparkasse unterstellt wurde. Dies hatte die vollständige Loslösung der Sparkasse von der Gemeinnützigen Gesellschaft zur Folge. Mit dem neuen Sparkassengesetz von 1938 und der Statutenrevision von 1939 wurde die Sparkasse selbständig auf der Basis einer Genossenschaft mit einer eigenen Generalversammlung. Die Sparkasse wuchs kontinuierlich im Bezirk mit Filialöffnungen in Buchs (1961), in Niederglatt (1972) und in Rümlang (1966). Die sehr erfolgreiche Sparkasse wurden nach Jean Bopp ab 1952 von Heinrich Maag, und ab 1986 von Ulrich Gassmann geführt. Ab dem Jahre 2001 hielt dann Ralf Isken den Vorsitz der Geschäftsleitung. Mit dem Beginn von Jean Bopp im Jahre 1901 hatte die Sparkasse bis im Jahre 2001, also während 100 Jahren nur drei verschiedene Bankleiter...
Im Jahre 2012 wurde schliesslich die Filiale in Niederweningen eröffnet.

### Seit 2013
Die Geschäftsfelder wurden laufend ausgebaut. Auch kamen mehr und mehr Bancomatstandorte dazu.
Die Bezirks-Sparkasse Dielsdorf ist heute eine selbständige, moderne Regionalbank mit sämtlichen Dienstleistungen einer Universalbank und beschäftigt an fünf Standorten rund 60 Personen. Die Rechtsform der Genossenschaft ist bis heute belieben und gilt, nebst der soliden Eigenkapitalbasis, als Grundpfeiler der heutigen Selbständigkeit.